# Igreja de Nossa Senhora das Mercês (Lissabon)

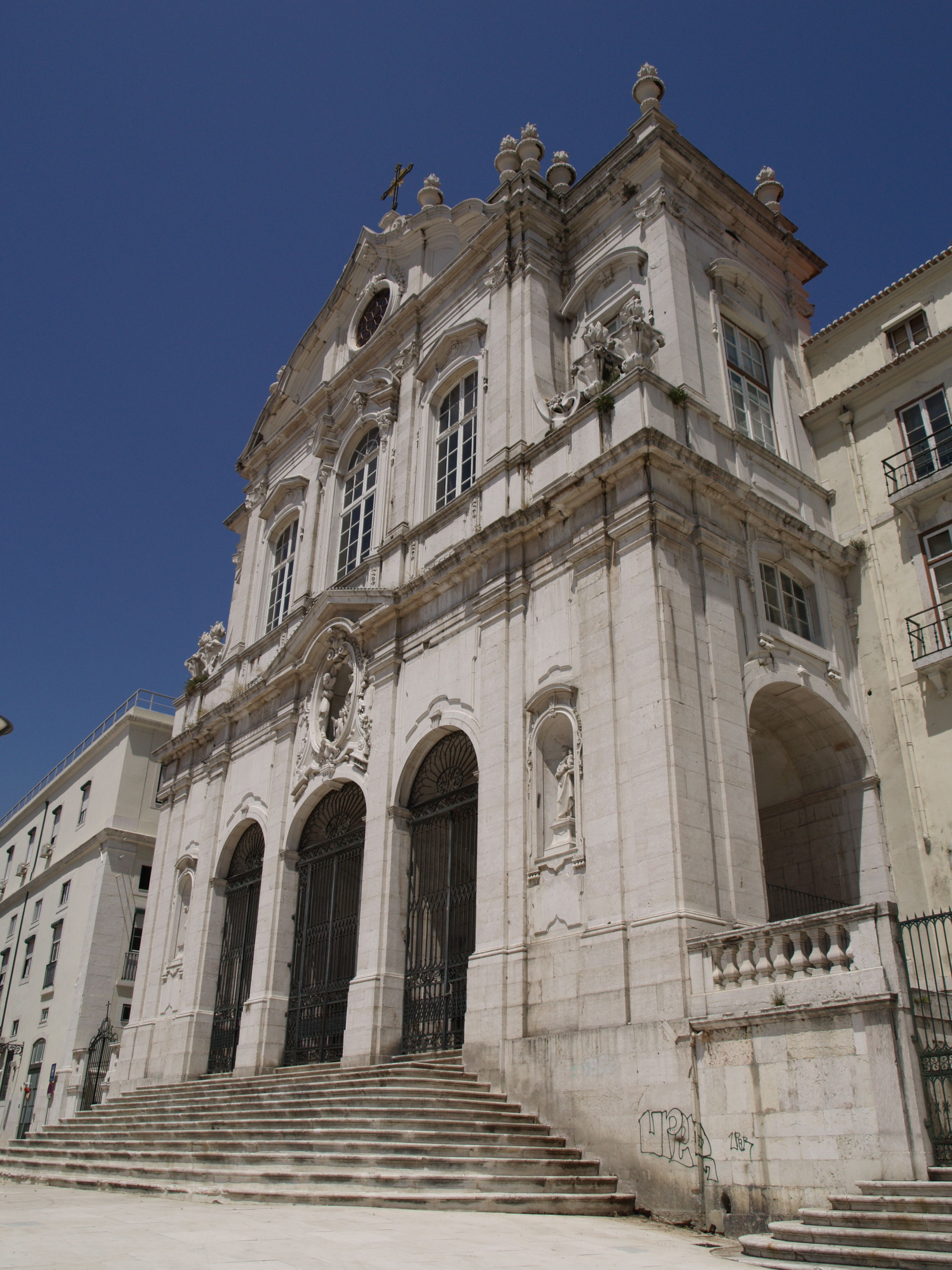
Fassade der Igreja das Mercês

Die Igreja de Nossa Senhora das Mercês (auch: Igreja de Nossa Senhora de Jesus) ist die katholische Pfarrkirche der früheren Stadtgemeinde Mercês der portugiesischen Hauptstadt Lissabon.

## Geschichte
Die Kirche war zugehörig zum benachbarten Convento de Jesus des franziskanischen Dritten Ordens. Ein erster Kirchenbau wurde zwischen 1615 und 1623 am Largo de Jesus errichtet. Er wurde beim Erdbeben von 1755 schwer beschädigt. Die heutige Kirche stammt aus dem dritten Viertel des 18. Jahrhunderts und wurde nach Plänen des Architekten Joaquim de Oliveira im Stil des Barock errichtet.
Seit der Aufhebung der christlichen Orden in Portugal im Jahr 1834 dient sie als Pfarrkirche für die Stadtgemeinde Mercês.